# Eunice colombia
Eunice colombia är en ringmaskart som beskrevs av Ardila, Fauchald och Lattig 2005. Eunice colombia ingår i släktet Eunice och familjen Eunicidae. Inga underarter finns listade i Catalogue of Life.